# Casinhas
Casinhas är en kommun i Brasilien.   Den ligger i delstaten Pernambuco, i den östra delen av landet, 1 600 km nordost om huvudstaden Brasília. Antalet invånare är 13 791.
Omgivningarna runt Casinhas är huvudsakligen savann. Runt Casinhas är det ganska tätbefolkat, med 207 invånare per kvadratkilometer.